# Lebbeus brevicornis
Lebbeus brevicornis is een garnalensoort uit de familie van de Hippolytidae. De wetenschappelijke naam van de soort is voor het eerst geldig gepubliceerd in 2011 door Komai.